# サミー・サリバン
サミー・サリバン（Sammy Sullivan、1998年5月22日 - ）は、アメリカ合衆国の女子ラグビー選手。

## プロフィール
- アメリカ合衆国・ユタ州ソルトレイクシティ出身[1]。
- ポジションはスタンドオフ(SO)。
- 身長 163cm、体重 65kg
- 7人制女子アメリカ代表に選ばれた[2]。
- アメリカ軍に所属していた[3]。

## 略歴
2024年、2024パリ五輪の7人制女子アメリカ代表に選ばれて銅メダル獲得。